# Serhij Sternenko

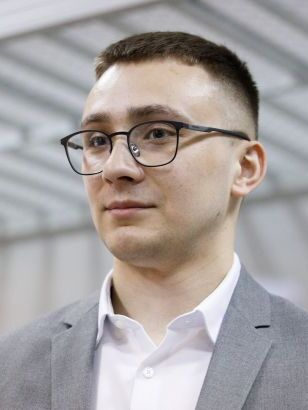
Serhij Sternenko, Juni 2020

Serhij Wjatscheslawowytsch Sternenko (ukrainisch Сергій В’ячеславович Стерненко; * 20. März 1995 in Sadowe, Oblast Odessa, Ukraine) ist ein ukrainischer Zivilaktivist.

## Leben
Sternenko wurde im Dorf Sadowe (Садове) am Ufer des Dnister-Limans in der Nähe von Bilhorod-Dnistrowskyj geboren.
Sternenko war Leiter der Nichtregierungsorganisation „Nebajduschi“, ehemaliges Vorstandsmitglied und Leiter der Odessaer regionalen Filiale des „Rechten Sektors“, ein aktiver Teilnehmer der Revolution der Würde, einer der Gründer der „Volkslustration“ und YouTuber.
Im Jahr 2015 wurde Sternenkos Wohnung in Odessa durchsucht. Der Aktivist übergab den Polizisten sein Luftgewehr, Sammlermesser und eine Startpistole freiwillig. Serhij Schtscherbytsch hatte Sternenko wegen seiner angeblichen Entführung angeklagt. Schtscherbytsch erklärte, dass Sternenko 300 Hrywnja (etwa 11 US-Dollar) bei ihm stehlen wollte. Sternenko bestritt, Schtscherbytsch überhaupt getroffen zu haben. Schtscherbytsch war ein Abgeordneter im Bezirksrat Lyman von der russophilen Partei „Rodina“, die an der Versorgung für Tituschky (kriminelle Banden, die angeheuert wurden, um Anti-Regierungs-Demonstranten zu verprügeln) teilgenommen hatte.
Serhij Sternenko war 2018 Opfer von drei Attentaten. 2018 wurde er, nach dem dritten Attentat auf ihn, in den Medien bekannt. Es wird angenommen, dass die „Menschenjagd“ von Anhängern des Anti-Maidans und ihren Sympathisanten organisiert wurde. Nachdem er sich verteidigte, verstarb der eine der zwei Attentäter und der andere floh ins Ausland. Die Polizei von Odessa eröffnete ein Strafverfahren gemäß § 15 Abs. 1, § 115 Abs. 1 (Mordversuch) Strafgesetzbuch der Ukraine wegen eines Attentatsversuchs auf Serhij Sternenko. Das Attentat auf Sternenko fand direkt vor dem Haus in Odessa, wo er wohnte, in der Nacht statt. Sternenkos Attentäter waren nicht in Odessa wohnhaft. Das Attentat auf Sternenko war eine mehrerer Repressivmaßnahmen gegen Aktivisten und Journalisten in der Südukraine im Jahr 2018.
Am 9. Oktober 2019 leitete die Generalstaatsanwaltschaft der Ukraine eine Strafsache wegen der Attentate auf Serhij Sternenko in Odessa an die Hauptuntersuchungsverwaltung der SBU weiter, um die Information über die mögliche Teilnahme der Behörden und Polizei in Odessa an Attentaten zu überprüfen.
In der Folge wurde Sternenko beschuldigt, die Grenzen der Selbstverteidigung überschritten zu haben. Außerdem wurde ihm eine Verdachtsmeldung wegen des vorsätzlichen Mordes und Besitzes der Blankwaffe ausgehändigt.
Der Staatsanwalt Andrij Radionow (Oberstaatsanwalt in dieser Sache) weigerte sich, diese Verdachtsmeldung zu unterzeichnen. Er behauptete, dass das Verfahren selbst und die Beweise voreingenommen seien und der Gesetzgebung der Ukraine widersprächen.
Der Prozess fand großen Anklang. Am 12. Juni 2020 versammelten sich Hunderte von Aktivisten vor dem Gerichtsgebäude, um Serhij Sternenko zu unterstützen, während Hunderte von Polizisten aufgeboten wurden, um die Menschen zurückzuhalten.
Am 23. Februar 2021 erklärte das Amtsgericht Prymorsk von Odessa Sternenko der Entführung von Serhij Schtscherbytsch und des illegalen Waffenbesitzes für schuldig und verurteilte ihn zu sieben Jahren und drei Monaten Gefängnis sowie zur Beschlagnahme der Hälfte seines Vermögens.
An diesem Abend demonstrierten zuerst 500 und später 2000 Menschen vor dem Büro des Präsidenten der Ukraine gegen Sternenkos Inhaftierung. Siebzehn Demonstranten wurden inmitten von Zusammenstößen mit der Polizei festgenommen.